# Zoo TV Tour
Zoo TV Tour (também escrito como ZooTV, ZOO TV ou ZOOTV), foi uma turnê mundial da banda de rock irlandesa U2. Realizada em apoio do álbum Achtung Baby, a excursão teve início em 29 de fevereiro de 1992, no Lakeland Civic Center, Flórida, terminando em 10 de dezembro de 1993, Tóquio, no Japão.

"Zoo TV não era uma peça definida, era um estado de espírito. Passou por uma constante evolução e mudança e também, assumia novas ideias assim que surgiam... Nós mudávamos propositalmente seguindo as diferenças de cada área do mundo."

— The Edge 
A "Zoo TV Tour" foi composta por 5 partes e 157 shows no total. As primeiras 4 partes eram alternadas entre a América do Norte e Europa e, antes da etapa final, veio a ser realizada no Japão e na Oceania. Cerca de 5,3 milhões de espectadores assistiram à "Zoo TV", sendo a turnê de maior bilheteria norte-americana de 1992. Nos anos seguintes, os críticos passaram a classificar a Zoo TV como uma das excursões mais memoráveis na história do rock.

## Concerto de filmagem
A turnê foi retratada no Grammy Awards, pelo concerto-filme Zoo TV: Live from Sydney, em Novembro de 1993 na Austrália. "Zoo TV: Live from Sydney" foi novamente lançada em DVD em 18 de Setembro de 2006, pela gravadora Island Records.

## Datas da turnê

### 1ª Etapa: Arenas na América do Norte
| Data                    | Cidade          | País           | Local                                    | Abertura |
| ----------------------- | --------------- | -------------- | ---------------------------------------- | -------- |
| 29 de Fevereiro de 1992 | Lakeland        | Estados Unidos | Lakeland Civic Center                    | Pixies   |
| 1 de Março de 1992      | Miami           | Estados Unidos | Miami Arena                              | Pixies   |
| 3 de Março de 1992      | Charlotte       | Estados Unidos | Charlotte Coliseum                       | Pixies   |
| 5 de Março de 1992      | Atlanta         | Estados Unidos | The Omni                                 | Pixies   |
| 7 de Março de 1992      | Hampton         | Estados Unidos | Hampton Coliseum                         | Pixies   |
| 9 de Março de 1992      | Uniondale       | Estados Unidos | Nassau Coliseum                          | Pixies   |
| 10 de Março de 1992     | Filadélfia      | Estados Unidos | The Spectrum                             | Pixies   |
| 11 de Março de 1992     | Hartford        | Estados Unidos | Hartford Civic Center                    | Pixies   |
| 12 de Março de 1992     | Hartford        | Estados Unidos | Hartford Civic Center                    | Pixies   |
| 13 de Março de 1992     | Worcester       | Estados Unidos | [Centrum in Worcester                    | Pixies   |
| 15 de Março de 1992     | Providence      | Estados Unidos | Providence Civic Center                  | Pixies   |
| 17 de Março de 1992     | Boston          | Estados Unidos | Boston Garden                            | Pixies   |
| 18 de Março de 1992     | East Rutherford | Estados Unidos | Brendan Byrne Arena                      | Pixies   |
| 20 de Março de 1992     | Nova Iorque     | Estados Unidos | Madison Square Garden                    | Pixies   |
| 21 de Março de 1992     | Albany          | Estados Unidos | Knickerbocker Arena                      | Pixies   |
| 23 de Março de 1992     | Montreal        | Canadá         | Montreal Forum                           | Pixies   |
| 24 de Março de 1992     | Toronto         | Canadá         | Maple Leaf Gardens                       | Pixies   |
| 26 de Março de 1992     | Cleveland       | Estados Unidos | Coliseum at Richfield                    | Pixies   |
| 27 de Março de 1992     | Detroit         | Estados Unidos | Palace of Auburn Hills                   | Pixies   |
| 30 de Março de 1992     | Minneapolis     | Estados Unidos | Target Center                            | Pixies   |
| 31 de Março de 1992     | Chicago         | Estados Unidos | Rosemont Horizon                         | Pixies   |
| 5 de Abril de 1992      | Dallas          | Estados Unidos | Reunion Arena                            | Pixies   |
| 6 de Abril de 1992      | Houston         | Estados Unidos | The Summit                               | Pixies   |
| 7 de Abril de 1992      | Austin          | Estados Unidos | Frank Erwin Center                       | Pixies   |
| 10 de Abril de 1992     | Tempe           | Estados Unidos | Arizona State University Activity Center | Pixies   |
| 12 de Abril de 1992     | Los Angeles     | Estados Unidos | Sports Arena                             | Pixies   |
| 13 de Abril de 1992     | Los Angeles     | Estados Unidos | Sports Arena                             | Pixies   |
| 15 de Abril de 1992     | San Diego       | Estados Unidos | San Diego Sports Arena                   | Pixies   |
| 17 de Abril de 1992     | Sacramento      | Estados Unidos | Arco Arena                               | Pixies   |
| 18 de Abril de 1992     | Oakland         | Estados Unidos | Oakland Coliseum Arena                   | Pixies   |
| 20 de Abril de 1992     | Tacoma          | Estados Unidos | Tacoma Dome                              | Pixies   |
| 21 de Abril de 1992     | Tacoma          | Estados Unidos | Tacoma Dome                              | Pixies   |
| 23 de Abril de 1992     | Vancouver       | Canadá         | Pacific Coliseum                         | Pixies   |

### 2ª Etapa: Arenas na Europa
| Data                | Cidade        | País       | Local                                     | Abertura            |
| ------------------- | ------------- | ---------- | ----------------------------------------- | ------------------- |
| 7 de Maio de 1992   | Paris         | França     | Palais Omnisports Bercy                   | The Fatima Mansions |
| 9 de Maio de 1992   | Ghent         | Bélgica    | Flanders Expo                             | The Fatima Mansions |
| 11 de Maio de 1992  | Lyon          | França     | Halle Tony Garnier                        | The Fatima Mansions |
| 12 de Maio de 1992  | Lausanne      | Suíça      | CIG de Malley                             | The Fatima Mansions |
| 14 de Maio de 1992  | San Sebastian | Espanha    | Velodrome Anoeta                          | The Fatima Mansions |
| 16 de Maio de 1992  | Barcelona     | Espanha    | Palau Sant Jordi                          | The Fatima Mansions |
| 18 de Maio de 1992  | Barcelona     | Espanha    | Palau Sant Jordi                          | The Fatima Mansions |
| 21 de Maio de 1992  | Milan         | Itália     | Fila Forum                                | The Fatima Mansions |
| 22 de Maio de 1992  | Milan         | Itália     | Fila Forum                                | The Fatima Mansions |
| 24 de Maio de 1992  | Viena         | Áustria    | Donauinsel                                | The Fatima Mansions |
| 25 de Maio de 1992  | Munique       | Alemanha   | Olympiahalle                              | The Fatima Mansions |
| 27 de Maio de 1992  | Zurique       | Suíça      | Hallenstadion                             | The Fatima Mansions |
| 29 de Maio de 1992  | Frankfurt     | Alemanha   | Festhalle                                 | The Fatima Mansions |
| 1 de Junho de 1992  | Birmingham    | Inglaterra | National Exhibition Centre                | The Fatima Mansions |
| 4 de Junho de 1992  | Dortmund      | Alemanha   | Westfalenhalle                            | The Fatima Mansions |
| 5 de Junho de 1992  | Dortmund      | Alemanha   | Westfalenhalle                            | The Fatima Mansions |
| 8 de Junho de 1992  | Gotemburgo    | Suécia     | Scandinavium                              | The Fatima Mansions |
| 10 de Junho de 1992 | Stockholm     | Suécia     | Globen                                    | The Fatima Mansions |
| 11 de Junho de 1992 | Stockholm     | Suécia     | Globen                                    | The Fatima Mansions |
| 13 de Junho de 1992 | Kiel          | Alemanha   | Sparkassen-Arena                          | The Fatima Mansions |
| 15 de Junho de 1992 | Roterdã       | Holanda    | Ahoy                                      | The Fatima Mansions |
| 17 de Junho de 1992 | Sheffield     | Inglaterra | Arena                                     | The Fatima Mansions |
| 18 de Junho de 1992 | Glasgow       | Escócia    | Scottish Exhibition and Conference Centre | The Fatima Mansions |
| 19 de Junho de 1992 | Manchester    | Inglaterra | GMEX Centre                               | The Fatima Mansions |

### 3ª Etapa: Estádios na América do Norte - "Outside Broadcast"
| Data                   | Cidade           | País           | Local                              | Abertura                                |
| ---------------------- | ---------------- | -------------- | ---------------------------------- | --------------------------------------- |
| 7 de Agosto de 1992    | Hershey          | Estados Unidos | Hershey Park Stadium               | WNOC                                    |
| 12 de Agosto de 1992   | East Rutherford  | Estados Unidos | Giants Stadium                     | Primus, Disposable Heroes of Hiphoprisy |
| 13 de Agosto de 1992   | East Rutherford  | Estados Unidos | Giants Stadium                     | Primus, Disposable Heroes of Hiphoprisy |
| 15 de Agosto de 1992   | Washington, D.C. | Estados Unidos | Robert F. Kennedy Memorial Stadium | Primus, Disposable Heroes of Hiphoprisy |
| 16 de Agosto de 1992   | Washington, D.C. | Estados Unidos | Robert F. Kennedy Memorial Stadium | Primus, Disposable Heroes of Hiphoprisy |
| 18 de Agosto de 1992   | Saratoga Springs | Estados Unidos | Saratoga Gaming and Raceway        | Primus, Disposable Heroes of Hiphoprisy |
| 20 de Agosto de 1992   | Foxborough       | Estados Unidos | Foxboro Stadium                    | Primus, Disposable Heroes of Hiphoprisy |
| 22 de Agosto de 1992   | Foxborough       | Estados Unidos | Foxboro Stadium                    | Primus, Disposable Heroes of Hiphoprisy |
| 23 de Agosto de 1992   | Foxborough       | Estados Unidos | Foxboro Stadium                    | Primus, Disposable Heroes of Hiphoprisy |
| 25 de Agosto de 1992   | Pittsburgh       | Estados Unidos | Three Rivers Stadium               | Primus, Disposable Heroes of Hiphoprisy |
| 27 de Agosto de 1992   | Montreal         | Canadá         | Olympic Stadium                    | Primus, Disposable Heroes of Hiphoprisy |
| 29 de Agosto de 1992   | Nova Iorque      | Estados Unidos | Yankee Stadium                     | Primus, Disposable Heroes of Hiphoprisy |
| 30 de Agosto de 1992   | Nova Iorque      | Estados Unidos | Yankee Stadium                     | Primus, Disposable Heroes of Hiphoprisy |
| 2 de Setembro de 1992  | Filadélfia       | Estados Unidos | Veterans Stadium                   | Primus, Disposable Heroes of Hiphoprisy |
| 3 de Setembro de 1992  | Filadélfia       | Estados Unidos | Veterans Stadium                   | Primus, Disposable Heroes of Hiphoprisy |
| 5 de Setembro de 1992  | Toronto          | Canadá         | Exhibition Stadium                 | Primus, Disposable Heroes of Hiphoprisy |
| 6 de Setembro de 1992  | Toronto          | Canadá         | Exhibition Stadium                 | Primus, Disposable Heroes of Hiphoprisy |
| 9 de Setembro de 1992  | Detroit          | Estados Unidos | Pontiac Silverdome                 | Primus, Disposable Heroes of Hiphoprisy |
| 11 de Setembro de 1992 | Ames             | Estados Unidos | Cyclone Stadium                    | Primus, Disposable Heroes of Hiphoprisy |
| 13 de Setembro de 1992 | Madison          | Estados Unidos | Camp Randall Stadium               | Big Audio Dynamite, Public Enemy        |
| 15 de Setembro de 1992 | Chicago          | Estados Unidos | First Midwest Bank Amphitheatre    | Big Audio Dynamite, Public Enemy        |
| 16 de Setembro de 1992 | Chicago          | Estados Unidos | First Midwest Bank Amphitheatre    | Big Audio Dynamite, Public Enemy        |
| 18 de Setembro de 1992 | Chicago          | Estados Unidos | First Midwest Bank Amphitheatre    | Big Audio Dynamite, Public Enemy        |
| 20 de Setembro de 1992 | St. Louis        | Estados Unidos | Busch Memorial Stadium             | Big Audio Dynamite, Public Enemy        |
| 23 de Setembro de 1992 | Columbia         | Estados Unidos | Williams-Brice Stadium             | Big Audio Dynamite, Public Enemy        |
| 25 de Setembro de 1992 | Atlanta          | Estados Unidos | Georgia Dome                       | Big Audio Dynamite, Public Enemy        |
| 3 de Outubro de 1992   | Miami            | Estados Unidos | Joe Robbie Stadium                 | Big Audio Dynamite, Public Enemy        |
| 7 de Outubro de 1992   | Birmingham       | Estados Unidos | Legion Field                       | Big Audio Dynamite, Public Enemy        |
| 10 de Outubro de 1992  | Tampa            | Estados Unidos | Tampa Stadium                      | Big Audio Dynamite, Public Enemy        |
| 14 de Outubro de 1992  | Houston          | Estados Unidos | Houston Astrodome                  | Big Audio Dynamite, Public Enemy        |
| 16 de Outubro de 1992  | Dallas           | Estados Unidos | Texas Stadium                      | Big Audio Dynamite, Public Enemy        |
| 18 de Outubro de 1992  | Kansas City      | Estados Unidos | Arrowhead Stadium                  | The Sugarcubes, Public Enemy            |
| 21 de Outubro de 1992  | Denver           | Estados Unidos | Mile High Stadium                  | The Sugarcubes, Public Enemy            |
| 24 de Outubro de 1992  | Tempe            | Estados Unidos | Sun Devil Stadium                  | The Sugarcubes, Public Enemy            |
| 27 de Outubro de 1992  | El Paso          | Estados Unidos | Sun Bowl Stadium                   | The Sugarcubes, Public Enemy            |
| 30 de Outubro de 1992  | Los Angeles      | Estados Unidos | Dodger Stadium                     | The Sugarcubes, Public Enemy            |
| 31 de Outubro de 1992  | Los Angeles      | Estados Unidos | Dodger Stadium                     | The Sugarcubes, Public Enemy            |
| 3 de Novembro de 1992  | Vancouver        | Canadá         | BC Place Stadium                   | The Sugarcubes, Public Enemy            |
| 4 de Novembro de 1992  | Vancouver        | Canadá         | BC Place Stadium                   | The Sugarcubes, Public Enemy            |
| 7 de Novembro de 1992  | Oakland          | Estados Unidos | Oakland Coliseum                   | The Sugarcubes, Public Enemy            |
| 10 de Novembro de 1992 | San Diego        | Estados Unidos | Jack Murphy Stadium                | The Sugarcubes, Public Enemy            |
| 12 de Novembro de 1992 | Las Vegas        | Estados Unidos | Sam Boyd Stadium                   | The Sugarcubes, Public Enemy            |
| 14 de Novembro de 1992 | Anaheim          | Estados Unidos | Anaheim Stadium                    | The Sugarcubes, Public Enemy            |
| 21 de Novembro de 1992 | Cidade do México | México         | Palacio de los Deportes            | Big Audio Dynamite                      |
| 22 de Novembro de 1992 | Cidade do México | México         | Palacio de los Deportes            | Big Audio Dynamite                      |
| 24 de Novembro de 1992 | Cidade do México | México         | Palacio de los Deportes            | Big Audio Dynamite                      |
| 25 de Novembro de 1992 | Cidade do México | México         | Palacio de los Deportes            | Big Audio Dynamite                      |

### 4ª Etapa: Estádios na Europa -Zooropa
| Data                 | Cidade      | País            | Local                          | Abertura                                  |
| -------------------- | ----------- | --------------- | ------------------------------ | ----------------------------------------- |
| 9 de Maio de 1993    | Roterdã     | Holanda         | Feijenoord Stadion             | Utah Saints, Claw Boys Claw               |
| 10 de Maio de 1993   | Roterdã     | Holanda         | Feijenoord Stadion             | Einstürzende Neubauten, Claw Boys Claw    |
| 11 de Maio de 1993   | Roterdã     | Holanda         | Feijenoord Stadion             | Claw Boys Claw                            |
| 15 de Maio de 1993   | Lisboa      | Portugal        | Estádio José Alvalade          | Utah Saints                               |
| 19 de Maio de 1993   | Oviedo      | Espanha         | Estádio Carlos Tartiere        | Utah Saints, The Ramones                  |
| 22 de Maio de 1993   | Madrid      | Espanha         | Estádio Vicente Calderón       | Utah Saints, The Ramones                  |
| 26 de Maio de 1993   | Nantes      | França          | Stade de la Beaujoire          | Urban Dance Squad, Utah Saints            |
| 29 de Maio de 1993   | Werchter    | Bélgica         | Festival Grounds               | Stereo MCs, Urban Dance Squad             |
| 2 de Junho de 1993   | Frankfurt   | Alemanha        | Waldstadion                    | Stereo MCs, Die Toten Hosen               |
| 4 de Junho de 1993   | Munique     | Alemanha        | Olympiastadion                 | Stereo MCs, Die Toten Hosen               |
| 6 de Junho de 1993   | Stuttgart   | Alemanha        | Cannstatter Wasen              | Stereo MCs, Die Toten Hosen               |
| 9 de Junho de 1993   | Bremen      | Alemanha        | Weserstadion                   | Stereo MCs, Die Toten Hosen               |
| 12 de Junho de 1993  | Colônia     | Alemanha        | Mungersdorfstadion             | Stereo MCs, Die Toten Hosen               |
| 15 de Junho de 1993  | Berlim      | Alemanha        | Olympiastadion                 | Stereo MCs, Die Toten Hosen               |
| 18 de Junho de 1993  | Wrocław     | Polónia         | Salão do Centenário em Wrocław | An Emotional Fish, The Velvet Underground |
| 19 de Junho de 1993  | Ostrava     | República Checa | ČEZ Aréna                      | Stereo MCs                                |
| 23 de Junho de 1993  | Estrasburgo | França          | Stade de la Meinau             | Stereo MCs, The Velvet Underground        |
| 26 de Junho de 1993  | Paris       | França          | Hippodrome de Vincennes        | Belly, The Velvet Underground             |
| 28 de Junho de 1993  | Lausanne    | Suíça           | Stade Olympique de la Pontaise | The Velvet Underground                    |
| 30 de Junho de 1993  | Basel       | Suíça           | St. Jakob Stadium              | The Velvet Underground                    |
| 2 de Julho de 1993   | Verona      | Itália          | Estádio Marcantonio Bentegodi  | An Emotional Fish, Pearl Jam              |
| 3 de Julho de 1993   | Verona      | Itália          | Estádio Marcantonio Bentegodi  | An Emotional Fish, Pearl Jam              |
| 6 de Julho de 1993   | Roma        | Itália          | Estádio Flamínio               | An Emotional Fish, Pearl Jam              |
| 7 de Julho de 1993   | Roma        | Itália          | Estádio Flamínio               | An Emotional Fish, Pearl Jam              |
| 9 de Julho de 1993   | Nápoles     | Itália          | Stadio San Paolo               | The Velvet Underground                    |
| 12 de Julho de 1993  | Turim       | Itália          | Stadio Delle Alpi              | An Emotional Fish, Ligabue                |
| 14 de Julho de 1993  | Marselha    | França          | Stade Velodrome                | An Emotional Fish                         |
| 17 de Julho de 1993  | Bolonha     | Itália          | Estádio Renato Dall'Ara        | An Emotional Fish, Galliano               |
| 18 de Julho de 1993  | Bolonha     | Itália          | Estádio Renato Dall'Ara        | An Emotional Fish, Galliano               |
| 23 de Julho de 1993  | Budapeste   | Hungria         | Estádio Puskás Ferenc          | Ákos                                      |
| 27 de Julho de 1993  | Copenhague  | Dinamarca       | Gentofte Stadion               | PJ Harvey, Stereo MCs                     |
| 29 de Julho de 1993  | Oslo        | Noruega         | Valle Hovin Stadion            | PJ Harvey, Stereo MCs                     |
| 31 de Julho de 1993  | Estocolmo   | Suécia          | Stockholm Olympic Stadium      | PJ Harvey, Stereo MCs                     |
| 3 de Agosto de 1993  | Nijmegen    | Holanda         | Goffertpark                    | PJ Harvey, Stereo MCs                     |
| 7 de Agosto de 1993  | Glasgow     | Escócia         | Celtic Park                    | Utah Saints, PJ Harvey                    |
| 8 de Agosto de 1993  | Glasgow     | Escócia         | Celtic Park                    | Utah Saints, Stereo MCs                   |
| 12 de Agosto de 1993 | Londres     | Inglaterra      | Wembley Stadium                | PJ Harvey, Big Audio Dynamite             |
| 14 de Agosto de 1993 | Leeds       | Inglaterra      | Roundhay Park                  | Marxman, Stereo MCs                       |
| 18 de Agosto de 1993 | Cardiff     | País de Gales   | Cardiff Arms Park              | Utah Saints, Stereo MCs                   |
| 20 de Agosto de 1993 | Londres     | Inglaterra      | Wembley Stadium                | Utah Saints, Stereo MCs                   |
| 21 de Agosto de 1993 | Londres     | Inglaterra      | Wembley Stadium                | Björk, Stereo MCs                         |
| 24 de Agosto de 1993 | Cork        | Irlanda         | Pairc Ui Chaoimh               | Engine Alley, Utah Saints                 |
| 27 de Agosto de 1993 | Dublin      | Irlanda         | RDS Arena                      | Marxman, The Golden Horde                 |
| 28 de Agosto de 1993 | Dublin      | Irlanda         | RDS Arena                      | Scary Éire, Stereo MCs                    |

### 5ª Etapa: Estádios na Oceania e Ásia - "Zoomerang/New Zooland"
| Data                   | Cidade       | País          | Local                                 | Abertura                                           |
| ---------------------- | ------------ | ------------- | ------------------------------------- | -------------------------------------------------- |
| 6 de Novembro de 1993  | Adelaide     | Austrália     | Football Park                         | Big Audio Dynamite; Kim Salmon and the Surrealists |
| 12 de Novembro de 1993 | Melbourne    | Austrália     | Melbourne Cricket Ground              | Big Audio Dynamite; Kim Salmon and the Surrealists |
| 13 de Novembro de 1993 | Melbourne    | Austrália     | Melbourne Cricket Ground              | Big Audio Dynamite; Kim Salmon and the Surrealists |
| 20 de Novembro de 1993 | Brisbane     | Austrália     | Queensland Sport and Athletics Centre | Big Audio Dynamite; Kim Salmon and the Surrealists |
| 26 de Novembro de 1993 | Sydney       | Austrália     | Sydney Football Stadium               | Big Audio Dynamite; Kim Salmon and the Surrealists |
| 27 de Novembro de 1993 | Sydney       | Austrália     | Sydney Football Stadium               | Big Audio Dynamite; Kim Salmon and the Surrealists |
| 1 de Dezembro de 1993  | Christchurch | Nova Zelândia | Lancaster Park                        | The Three Ds                                       |
| 4 de Dezembro de 1993  | Auckland     | Nova Zelândia | Western Springs Stadium               | The Three Ds                                       |
| 9 de Dezembro de 1993  | Tóquio       | Japão         | Tokyo Dome                            | Big Audio Dynamite                                 |
| 10 de Dezembro de 1993 | Tóquio       | Japão         | Tokyo Dome                            | Big Audio Dynamite                                 |